# Bloomers

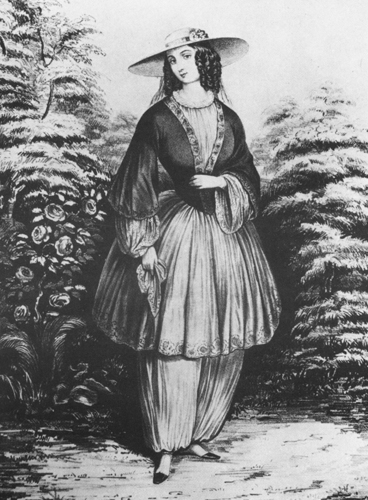
Bloomers del 1850

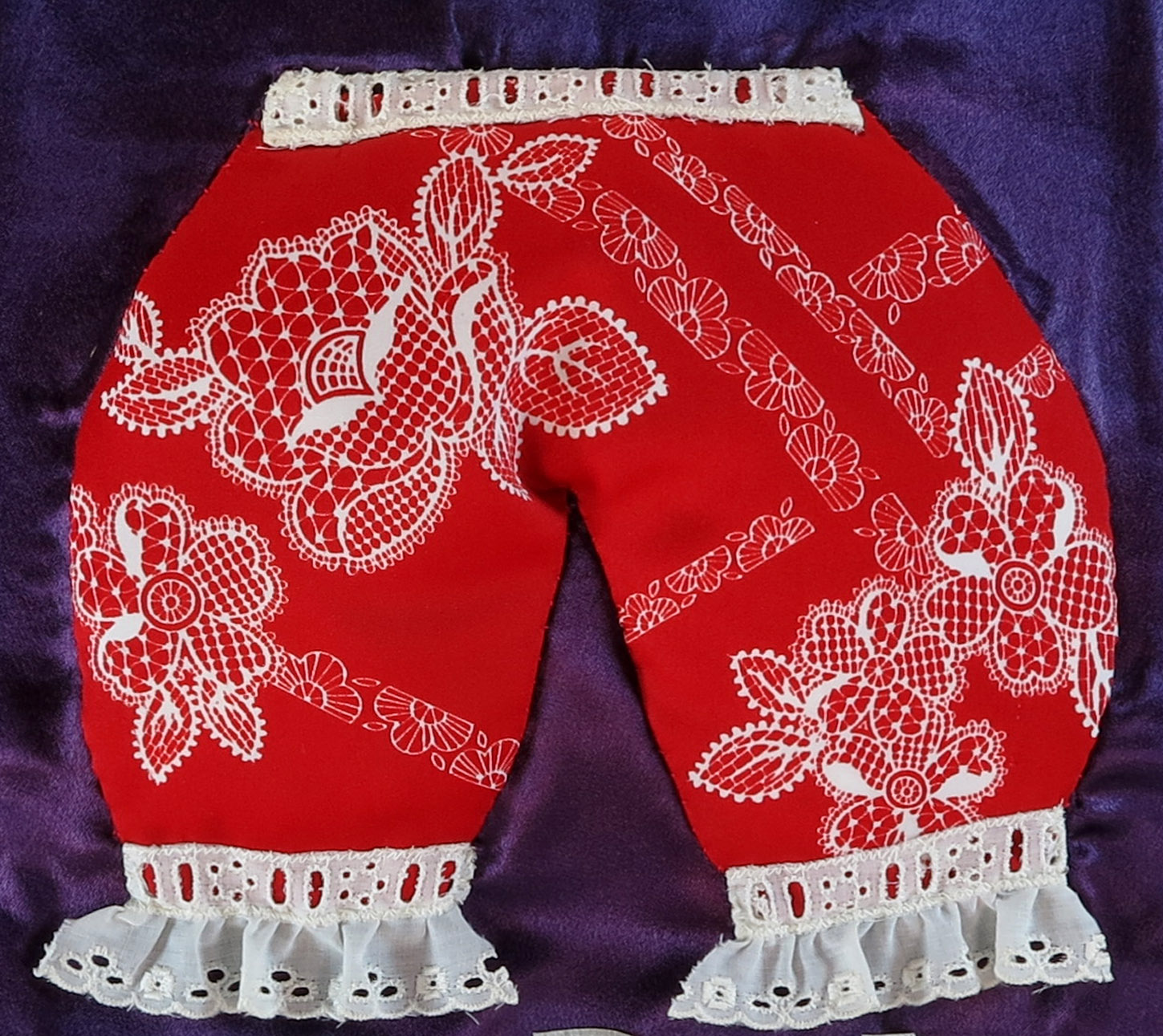
Un paio di bloomers (1981)

I Bloomers o calzoncini, chiamati anche costume bloomer, vestito turco, abito americano, abito da riforma o bombacha (nei paesi latinoamericani), sono antichi indumenti femminili utilizzati per coprire la parte inferiore del corpo. Il nome deriva da Amelia Bloomer che li rese popolari negli Stati Uniti d'America nella seconda metà del XIX secolo.

## Storia
I lunghi pantaloni sbuffanti per le donne venivano dal Medio oriente ed erano conosciuti dal grande pubblico anche grazie a numerose rappresentazioni visive. L'orientalismo influenzò molti pittori come Eugène Delacroix, Charles Amable Lenoir, Jean-Léon Gérôme e Pierre-Auguste Renoir che rappresentarono in numerosi opere donne vestite con quei pantaloni così particolari. 
Nel XIX secolo, con il desiderio di emancipazione femminile che fioriva sempre di più sia in Europa che negli USA, arrivò anche il desiderio di far evolvere l'abbigliamento femminile per rendere le donne più libere nei loro movimenti. In America si attribuisce a Elizabeth Smith Miller la creazione di quelli che poi sarebbero stati chiamati i bloomer dal nome di Amelia Bloomer, che li rese famosi. Sembra che Miller si fosse ispirata molto agli abiti delle donne che vivevano nella Oneida Community, una comunità presente nello Stato di New York, non lontana da dove risiedeva lei. 
Nel 1851 Elizabeth Smith Miller indossò i pantaloni da lei disegnati, per potersi muovere in bicicletta nelle strade di New York e l'amica Amelia Bloomer la sostenne pubblicando un articolo sul giornale The Lily, un mensile nato due anni prima per le donne. Anche altri giornali parlarono dell'accaduto e i nuovi pantaloni divennero molto famosi.
La consacrazione dei bloomers avvenne nel 1894 quando Annie Londonderry iniziò il suo giro del mondo in bicicletta. Questi originali pantaloni divennero sia negli USA che in Europa l'abbigliamento tipico femminile per andare in bicicletta.

## Descrizione

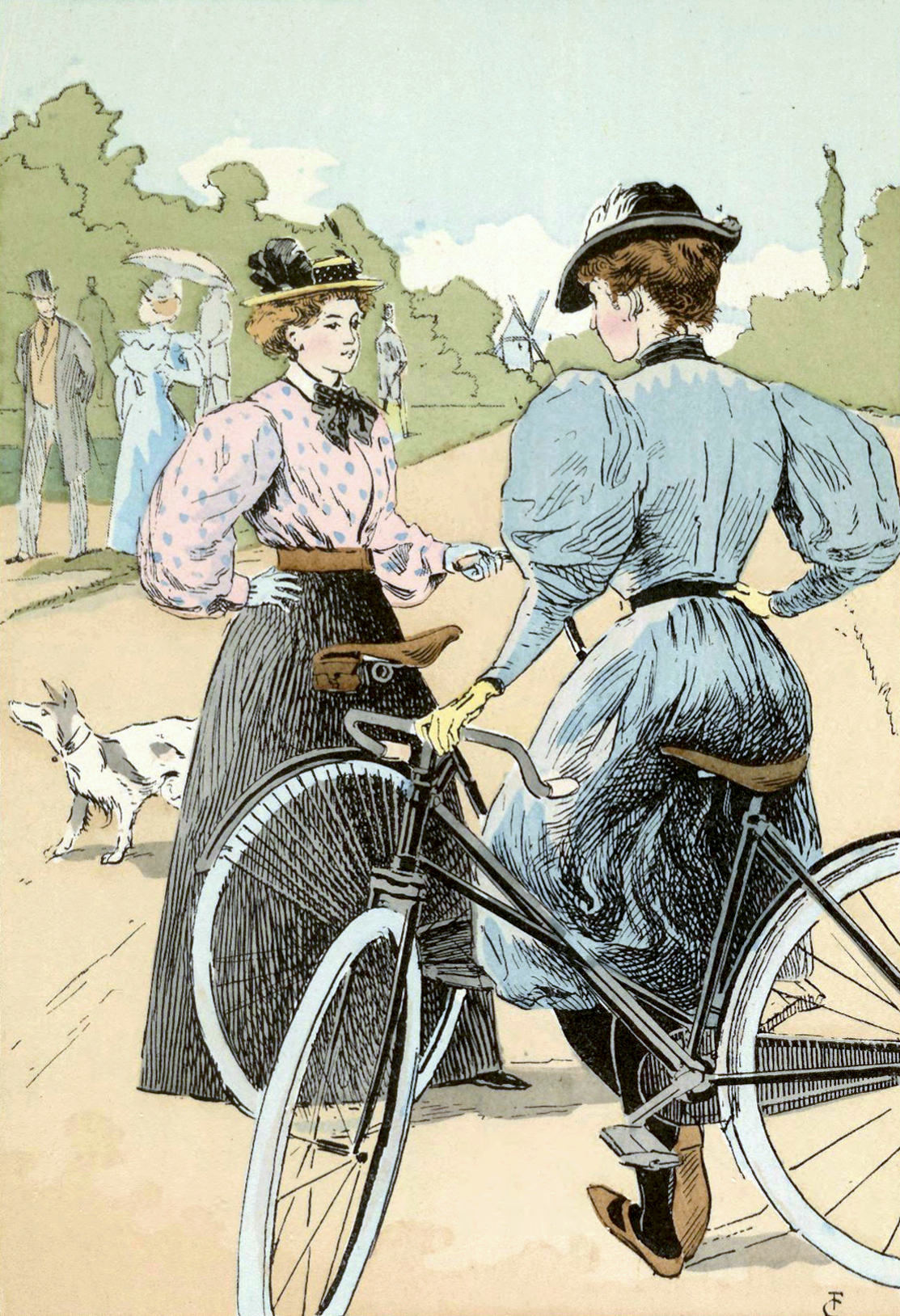
Disegno del 1896 rappresentante delle signore in bicicletta.

I bloomers erano dei pantaloni "alla turca", larghi e raccolti alle caviglie che all'inizio erano abbinati a una gonna sotto al ginocchio e una giacca corta. Nel giro di pochi anni la gonna scomparve e non rimasero più che i pantaloni, la gonna infatti non solo impacciava nei movimenti ma era anche pericolosa perché rischiava di impigliarsi nei raggi delle biciclette.